# Туриј (полуострво)
66° 35′ 11″ N 34° 32′ 07″ E / 66.58639° С; 34.53528° И

Полуострво Туриј (рус. Турий полуостров) малено је полуострво смештено у централном делу Кандалакшке обале Белог мора (његов Кандалакшки залив), на јужној обали Кољског полуострва у Мурманској области Русије. Територија полуострва административно припада Терском рејону. Дужина полуострва је до 15 километара, ширина до 10 километара.
Полуострво карактерише углавном брдски рељеф, а највиша тачка полуострва је брдо Летњаја са надморском висином од 172 метра. Унутрашњост полуострва је ишарана бројним мањим језерима која су преко мањих потока повезана са морем. На око 200 метара од западне обале полуострва налази се острво Вољостров дужине око 2 км, и ширине до 1,5 километара. Приобални део око полуострва је препун подводних стена и мањих хриди, а дубине мора у том делу беломорске акваторије спуштају се до 238 метара.
Део полуострва налази се у границама Кандалакшког резервата биосфере.